# Don't Touch Me There
Don't Touch Me There è il secondo album dei Silent Rage, uscito nel 1989 per l'Etichetta discografica RCA/Simmons Records.

## Tracce
1. Runnin' On Love  (Curse, Damon, Hawkins) 3:24
2. I Wanna Feel It Again (Held, Greenwood, Turner) 3:38
3. Tonight You're Mine (Damon, Curse, Hawkins, Sabu) 3:39
4. Rebel With A Cause (Damon, Curse, Hawkins) 3:30
5. Touch Me (Curse, Damon, Hawkins) 3:50
6. Tear Up the Night (Hawkins, Damon, Curse) 3:20
7. Shake Me Up (Hawkins, Curse, Damon) 4:31
8. Don't Touch Me There (Curse, Hawkins, Damon) 3:38
9. Can't Get Her Out Of My Head (Lynne) 3:48 (Electric Light Orchestra Cover)
10. All Night Long (Kulick, Mitchell) 3:54
11. I'm On Fire (Damon, Hawkins, Curse) 3:30

## Formazione
- Jesse Damon - voce, chitarra
- Mark Hawkins - chitarra, voce, tastiere
- E.J. Curse - basso
- Brian James - batteria